# Munitiebrood

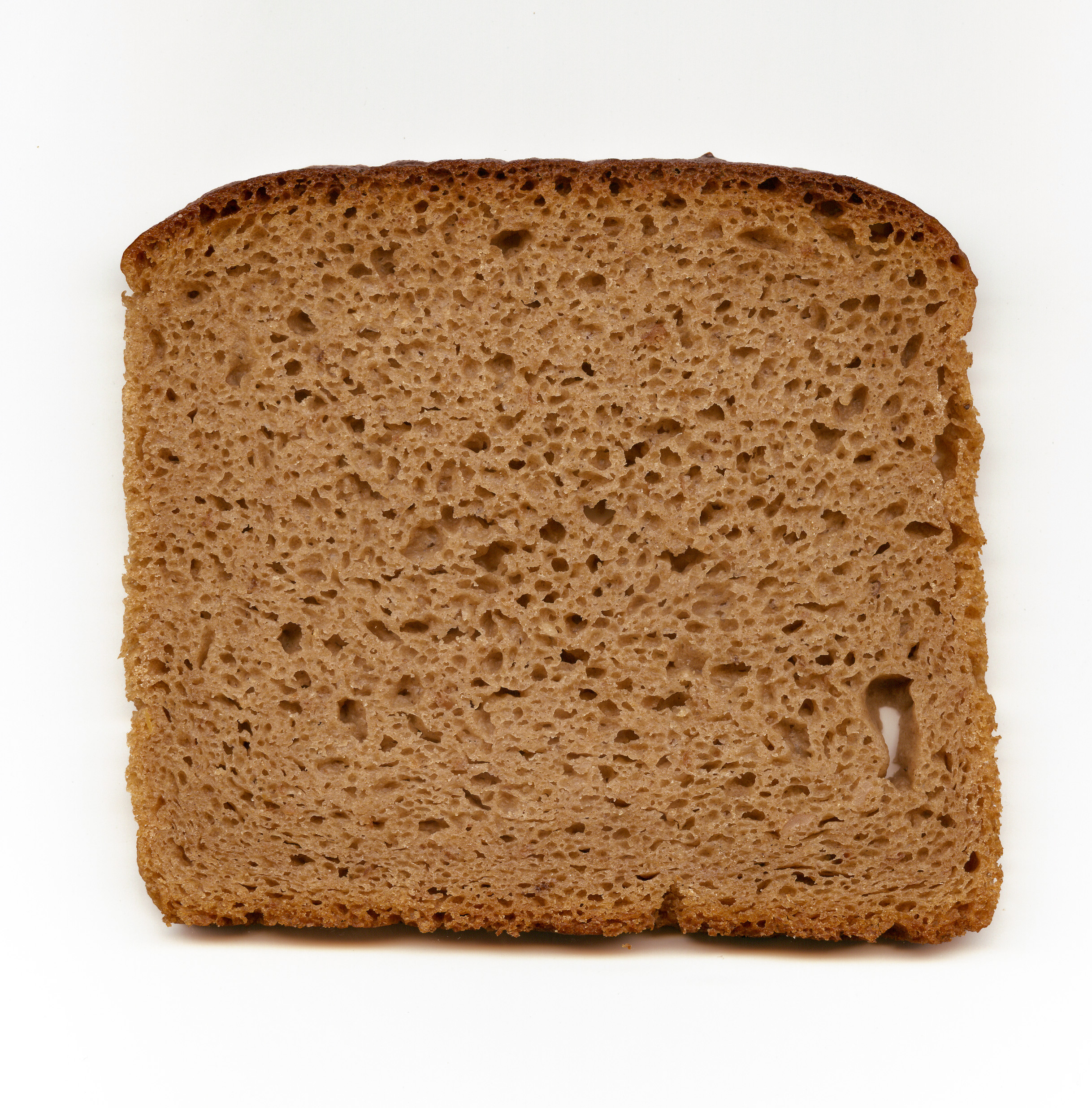
Een snede munitiebrood

Munitiebrood ook wel commiesbrood of kuch is het brood dat volgens de voorschriften door het leger als voedsel aan de manschappen wordt verstrekt, omdat brood een onmisbaar onderdeel van de voedselvoorziening en daarmee van de slagkracht van het leger is.

## Frankrijk
Onder koning Hendrik III kende het Franse leger al in 1574 regelingen voor de levering van voedsel, waarin ook de samenstelling van het brood werd geregeld: volkorenmeel van twee derde tarwe en een derde rogge. In een verordening uit 1651 bepaalde Lodewijk XIV dat iedere soldaat een brood kreeg van vierentwintig ons (circa 734 gram), dat oudbakken, tussen bruin en wit moest zijn. De leveranciers van het Franse leger werden "munitionnaires" genoemd en daarnaar heette het brood "pain de munition".

## Nederland
Het Nederlandse leger kende eigen militaire bakkerijen, waar het brood voor de soldaten volgens voorschriften werd gebakken. Doordat het niet te veel mocht kosten en de grondstoffen ook tijdens krijgstochten beschikbaar moesten zijn, beperkte de voorgeschreven samenstelling de kwaliteit van het brood. Doordat militairen in de regel niet veel van het bakkersvak wisten, kwam die kwaliteit nog sterker onder druk te staan. Elke soldaat op een veldtocht moest brood voor drie dagen meedragen. Dat kon in een broodzak van linnen die met een band over de schouder kon worden gedragen of door het brood op de ransel te binden.
Naast "munitiebrood", ontleend aan het Frans, werd ook wel van "commiesbrood" gesproken, naar het Duitse "Kommissbrot"; Kommiss betekent "militaire dienst."
In soldatentaal werd vaak gesproken van het kuch, dat mogelijk verwijst naar het woord keg in de betekenis van "homp brood". Het komt voor in het soldatenlied Rats, kuch en bonen.